# Coppa del Portogallo 1983-1984 (hockey su pista)
La Coppa del Portogallo 1983-1984 è stata l'11ª edizione della principale coppa nazionale portoghese di hockey su pista. La competizione ha avuto luogo dall'8 ottobre 1983 al 9 giugno 1984. Il torneo è stato vinto dallo Sporting CP per la terza volta nella sua storia.

## Risultati

### Quarti di finale
| Squadra 1       | Totale | Squadra 2      | Andata | Ritorno |
| --------------- | ------ | -------------- | ------ | ------- |
| Juventude Viana | 14 - 1 | Fisica         | 9 - 1  | 5 - 0   |
| Porto           | 10 - 5 | Sanjoanense    | 6 - 1  | 4 - 4   |
| Sesimbra        | 8 - 13 | Benfica        | 2 - 4  | 6 - 9   |
| Sporting CP     | 21 - 5 | Sporting Tomar | 13 - 2 | 8 - 3   |

### Semifinali
| Squadra 1       | Totale  | Squadra 2   | Andata | Ritorno |
| --------------- | ------- | ----------- | ------ | ------- |
| Benfica         | 12 - 13 | Sporting CP | 8 - 1  | 4 - 12  |
| Juventude Viana | 6 - 12  | Porto       | 1 - 4  | 5 - 8   |

### Finale
| Squadra 1 | Totale  | Squadra 2   | Andata | Ritorno |
| --------- | ------- | ----------- | ------ | ------- |
| Porto     | 13 - 14 | Sporting CP | 9 - 7  | 4 - 7   |

| Porto 2 giugno 1984 Finale di andata | Porto | 9 – 7 | Sporting CP |  |

| Lisbona 9 giugno 1984 Finale di ritorno | Sporting CP | 7 – 4 | Porto |  |